# June Marlowe

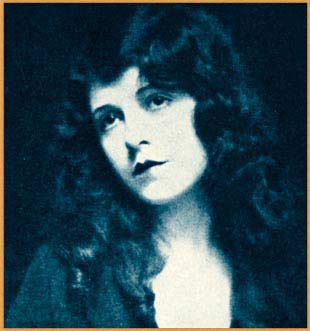
June Marlowe

June Marlowe, geboren als Gisela Goetten (St. Cloud, Minnesota, 6 november 1903 – Burbank, California, 10 maart 1984) was een Amerikaans actrice van Duitse komaf.
Marlowe begon haar carrière in 1923. Ze kreeg algauw een succesvolle carrière en werd dan ook een van de WAMPAS Baby Stars. Haar overstap naar de geluidsfilm ging haar niet goed af.
Toen ze op een dag bij toeval regisseur Robert F. McGowan ontmoette, zag hij talent in haar. Hij gaf haar een rol in drie films in de Our Gang-reeks van producent Hal Roach: Teacher's Pet, School's Out (allebei uit 1930) en Love Business (1931). Ze was ook in minder bekende Our Gang-films te zien. Ze was tevens te zien in Pardon Us met Laurel en Hardy (1931).
Marlowe was vanaf 1933 getrouwd Hollywood-zakenman Rodney Sprigg. Ze leed aan de ziekte van Parkinson en overleed in 1984.
- Bibliothèque nationale de France: cb14690258g (data)
- Gemeinsame Normdatei: 1061989356
- International Standard Name Identifier: 0000 0000 2517 8797
- Library of Congress Control Number: n85158053
- SNAC: w64g6c6d
- Virtual International Authority File: 51952350
- WorldCat: E39PBJk8THQyj9PdmRjY9kmKh3